# Renkum
Renkum  è una municipalità dei Paesi Bassi di 31 684 abitanti situata nella provincia della Gheldria con una storia millenaria. Il suo nome antico era Redinchem, ma il vero sviluppo avvenne nel XIX secolo. Attualmente sede di alcune industrie della carta di proprietà del marchio Norske Skog Parenco B.V..
Nella seconda guerra mondiale  le frazioni di Heavedorp, Oosterbeek e Wolfheze furono teatro di violentissimi scontri durante la battaglia di Arnhem, e furono pesantemente devastate, con gravi perdite umane anche tra la popolazione residente, che in parte dovette poi sfollare fino al termine del conflitto. A Heavedorp si trovava un traghetto tra le due sponde del Reno; a Oosterbeek venne posizionato il quartier generale della 1ª divisione aviotrasportata inglese e fu il centro della sacca di resistenza principale che comprendeva anche Wolfheze.
Il villaggio di Oosterbeek è associato alla storia del Gruppo Bilderberg, poiché il primo incontro del gruppo ebbe luogo appunto all'Hotel de Bilderberg, nel maggio 1954.

## Geografia antropica

### Frazioni
- Doorwerth
- Heelsum
- Heveadorp
- Oosterbeek
- Wolfheze

## Galleria d'immagini

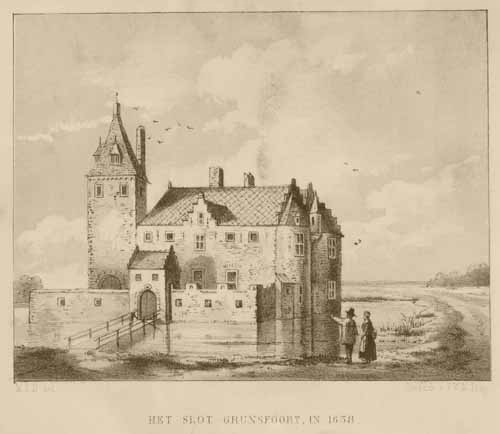
Castello di Grunsfort (1638)
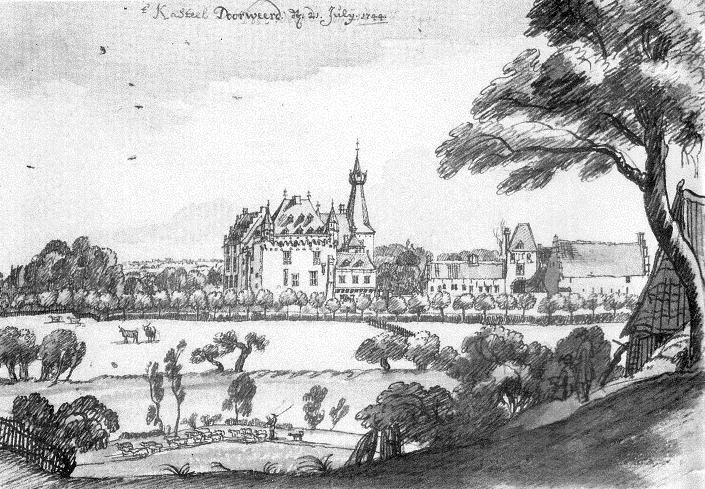
Castello di Doorwerth (1744)
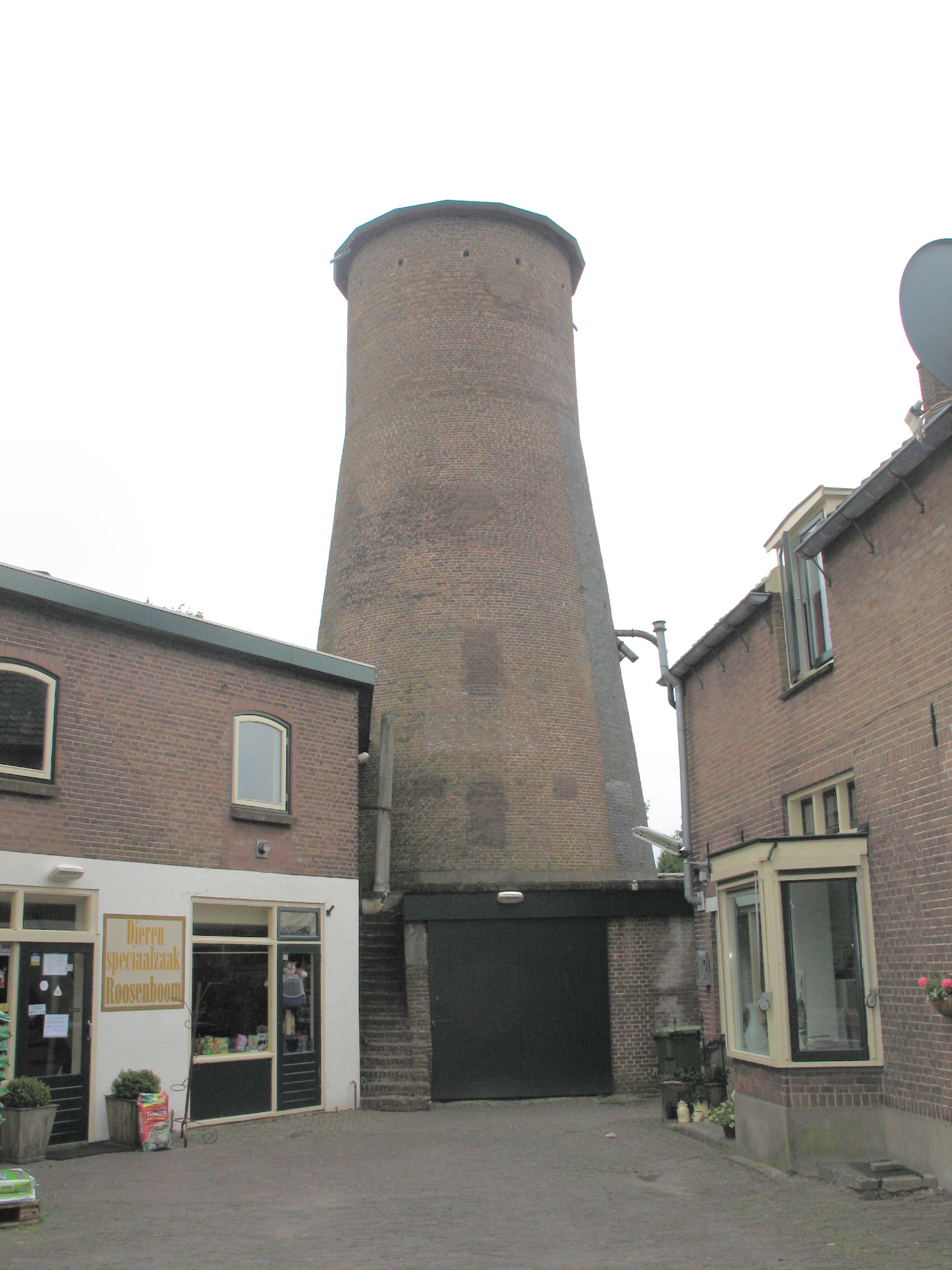
Mulino a vento 'De Hoop'
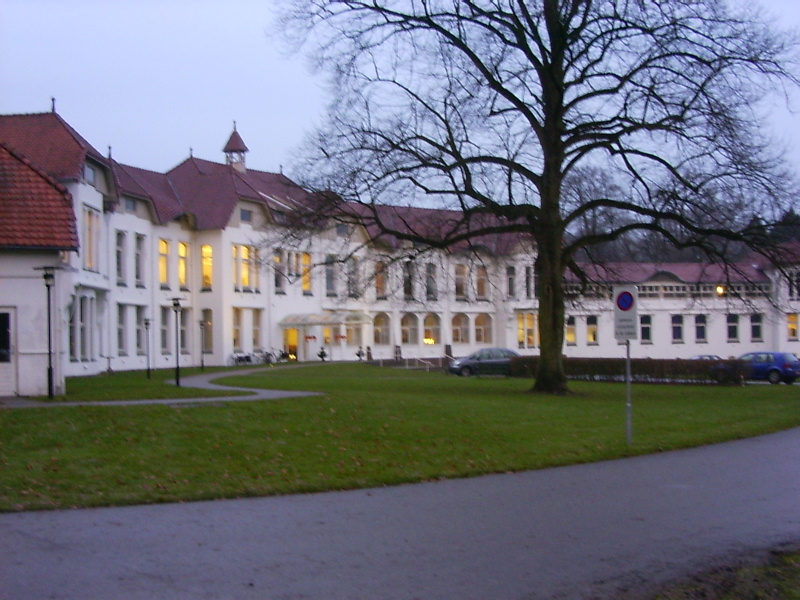
Orange Nassau's Oord
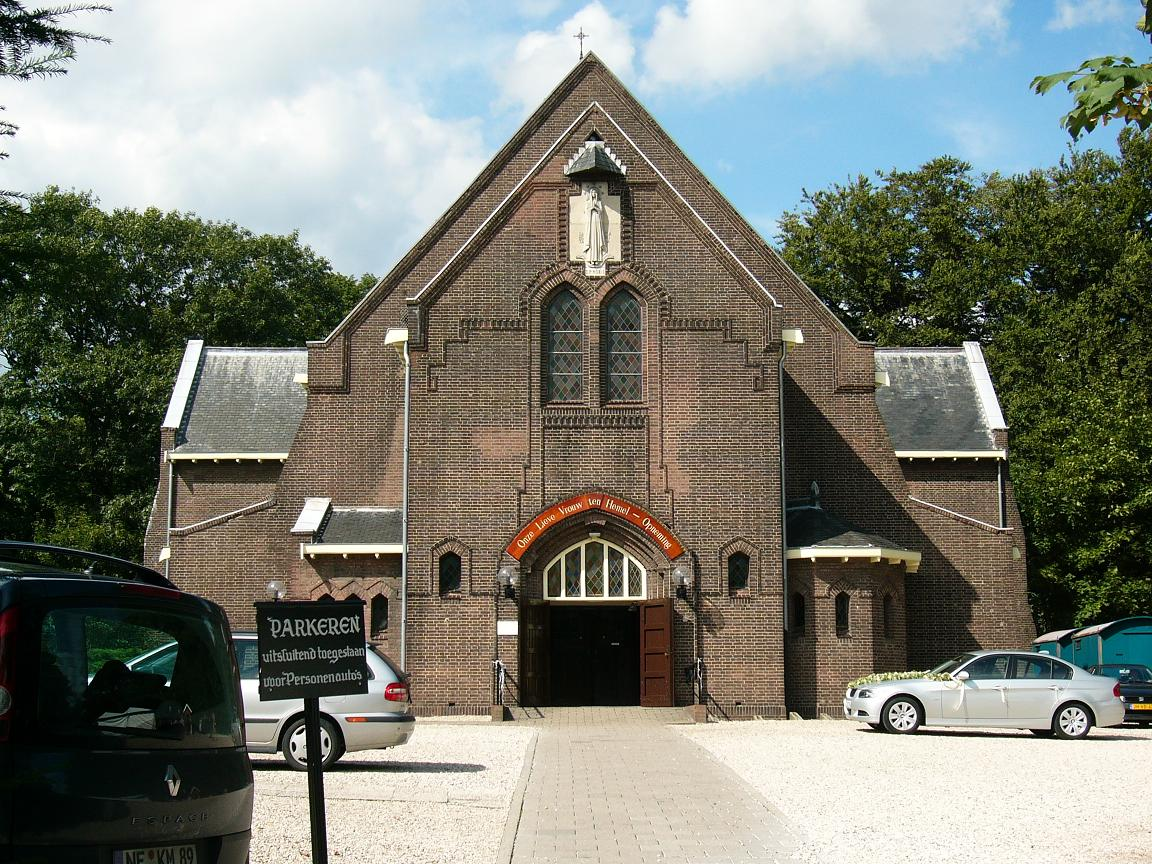
Chiesa cattolica romana di Renkum
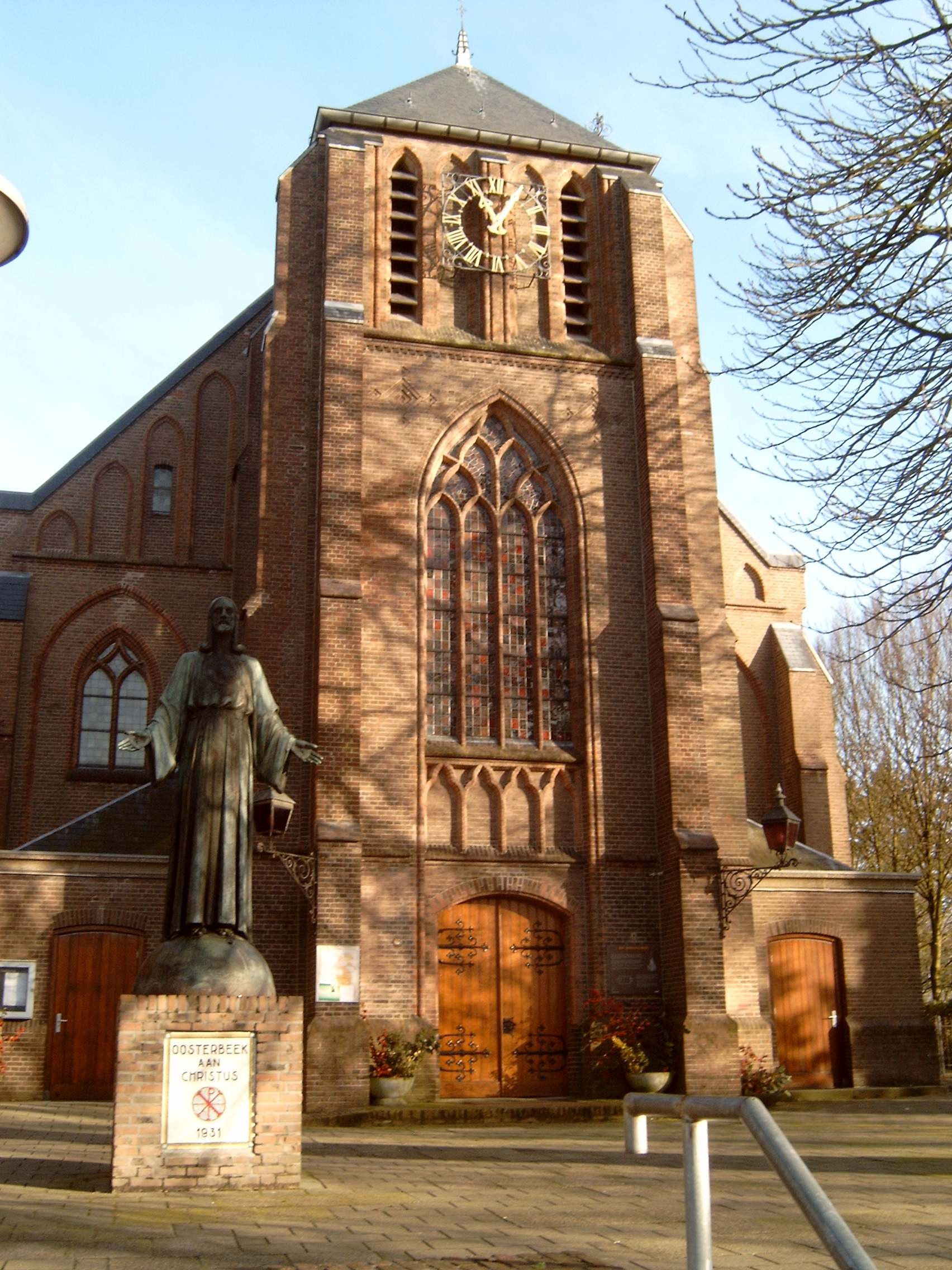
Chiesa di Oosterbeek
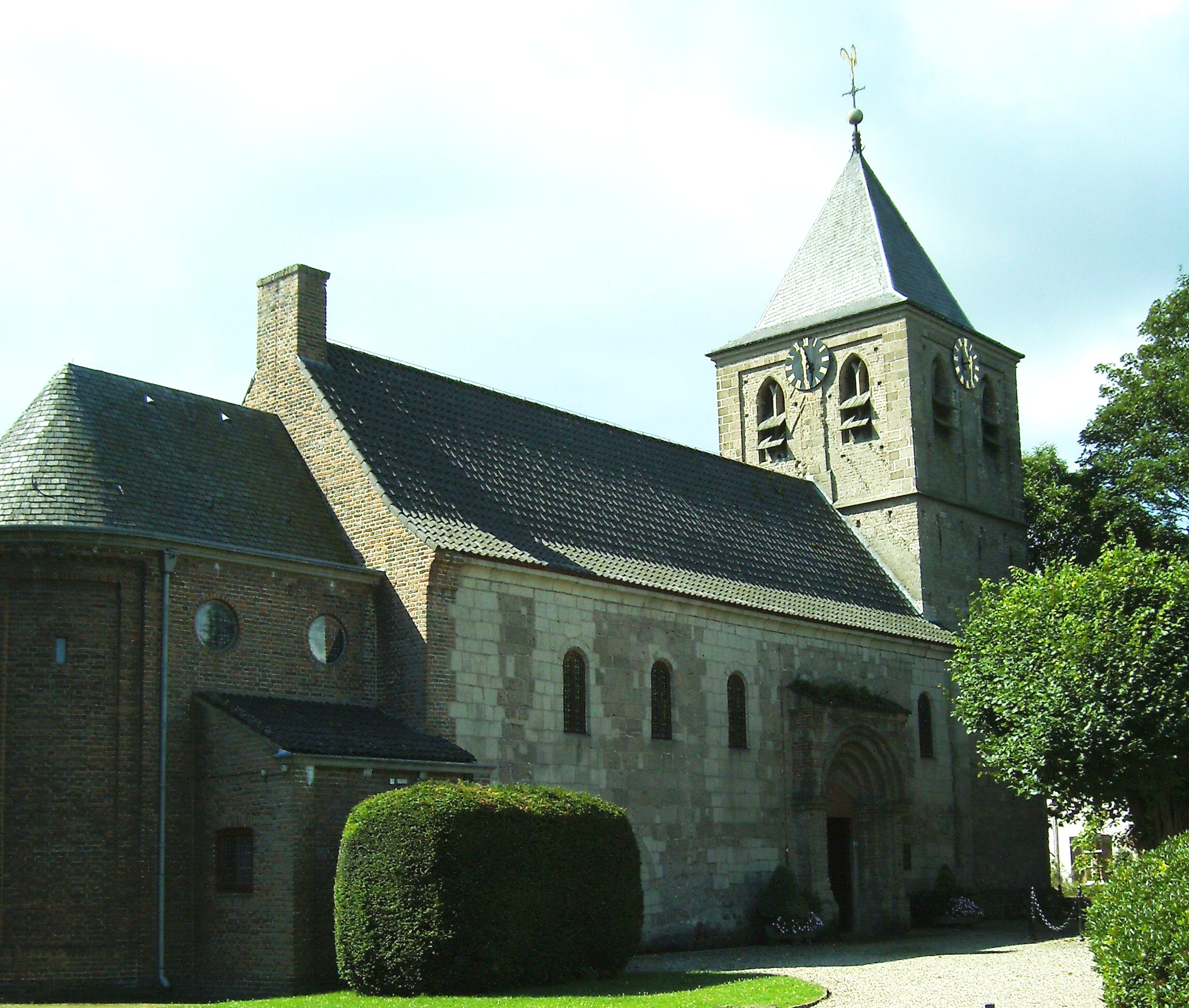
La più antica chiesa romana esistente in Olanda (Oosterbeek)
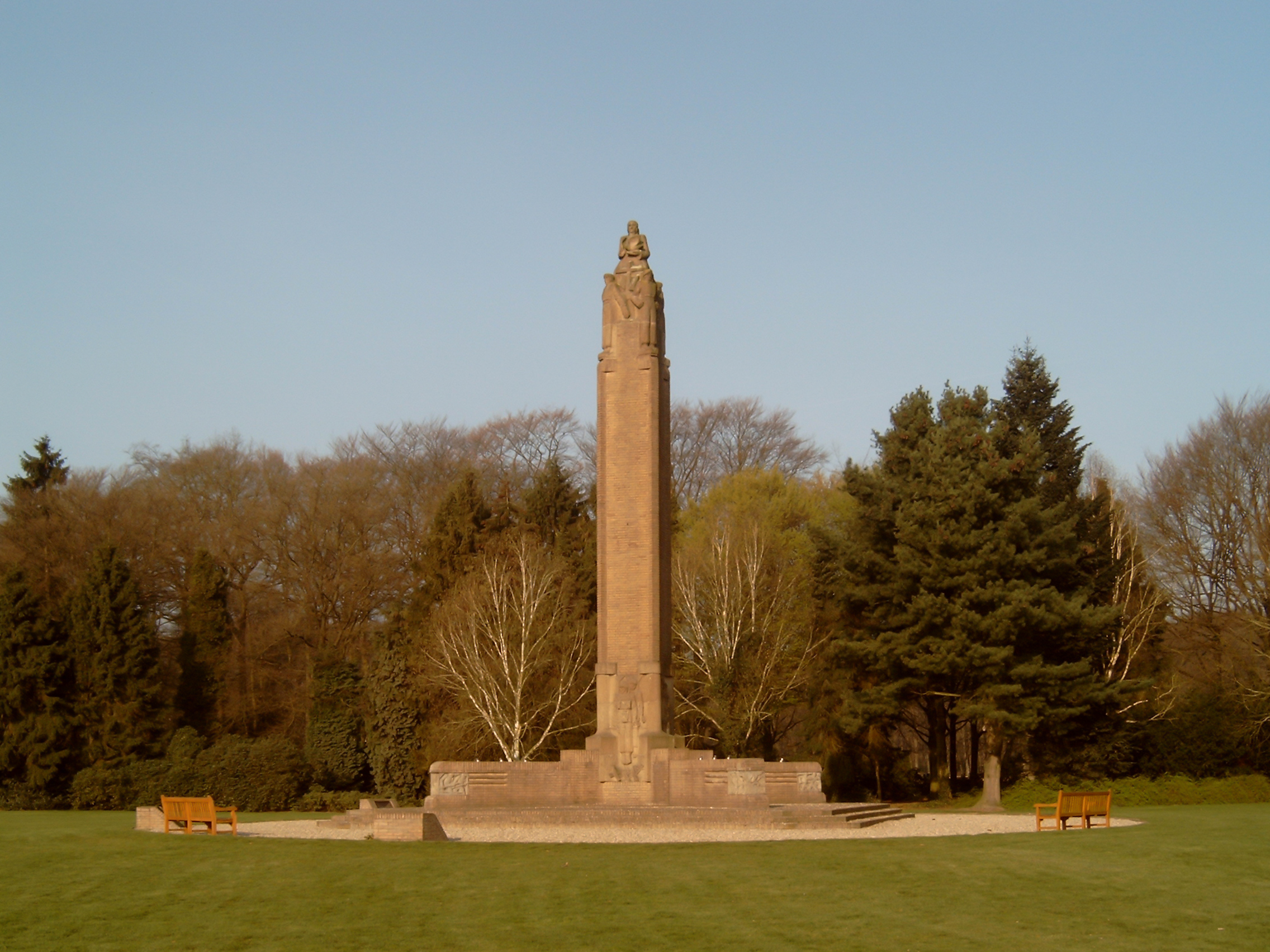
Memoriale di guerra ad Oosterbeek